# Bråtberget
Bråtberget este o arie protejată (arie specială de conservare — SAC, sit de importanță comunitară — SCI) din Suedia întinsă pe o suprafață de 25,6 ha, integral pe uscat.

## Localizare
Centrul sitului Bråtberget este situat la coordonatele 58°02′04″N 15°55′33″E / 58.0344°N 15.9257°E.

## Înființare
Situl Bråtberget a fost declarat sit de importanță comunitară în decembrie 1998 pentru a proteja 1 specie de animale. Situl a fost protejat și ca arie specială de conservare în martie 2011.

## Biodiversitate
Situată în ecoregiunea boreală, aria protejată conține 2 habitate naturale: Păduri caducifoliate bătrâne naturale hemiboreale fino-scandinave (Quercus, Tilia, Acer, Fraxinus sau Ulmus) bogate în specii epifite, Taiga vestică.
La baza desemnării sitului se află o specie protejată de  nevertebrate: rădașcă (Lucanus cervus).